# Зелінський Микола Романович
Мико́ла Рома́нович Зелі́нський (нар. 20 грудня 1977,с. Ямниця Івано-Франківської обл., Українська РСР) — громадсько-політичний діяч, заступник голови Ямницької ТГ, старший солдат, навідник кулемета окремого кулеметного взводу 72 ОМБр ЗСУ імені Чорних Запорожців, учасник російсько-української війни. Псевдо «Джміль».

## Життєпис
Народився 20 грудня 1977 року в с. Ямниця Тисменицького району Івано-Франківської області у сім'ї робітників.
З 2002 року розпочав громадсько-політичну діяльність. Засновник та почесний голова Івано-Франківської обласної молодіжної громадської організації «Батьківщина молода», член партії ВО Батьківщина та правління Івано-Франківської обласної громадської організації «Український Рід».
У 2006 році здобув повну вищу освіту за спеціальністю «Економіка підприємства», закінчивши Івано-Франківський національний технічний університет нафти і газу.
У 2011 році увійшов до «Книги рекордів України» як автор та керівник проєкту «Найбільший Великодній кошик України».
Депутат Івано-Франківської обласної ради V та VI демократичних скликань.
2014 рік — голова Тисменицької районної державної адміністрації.
2015—2017 роках — голова Ямницької сільської ради. У 2017 році був спійманий на хабарі, під час слідства уклав угоду з прокурором і дістав покарання у виді сплати штрафу в розмірі 25,5 тисячі гривень. 
З жовтня 2018 року по даний час — заступник голови Ямницької сільської ради.
Як військовослужбовець брав участь в обороні м. Вугледар. В жовтні 2023 року отримав статус ветерана війни — учасника бойових дій.